# カロリナ・ムホバ
- カロリナ・ムチョバ
- カロリーナ・ムホバー

カロリナ・ムホバ（Karolína Muchová, チェコ語発音: [ˈkaroliːna ˈmuxovaː]; 1996年8月21日 - ）は、チェコ・オロモウツ出身の女子プロテニス選手。これまでにWTAツアーでシングルス1勝を挙げている。右利き、バックハンド・ストロークは両手打ち。WTAランキング最高位はシングルス8位、ダブルス263位。
父親のヨセフ・ムハはプロサッカー選手。

## 来歴
2013年11月にクロアチアのボルで開催されたITF女子サーキット1万ドルの大会のシングルスでITFデビュー。2014年7月にスロベニアのミハロフツェで行われたITF1万ドルで優勝。2016年3月にシャルム・エル・シェイクで行われたITF1万ドルで優勝。
2017年9月の韓国オープンで予選を勝ち抜いて本戦入りし、WTAツアーデビュー。本戦では1回戦でプリシラ・ホンと対戦し、セットカウント1-2で敗れた。
2018年の全米オープンの予選で、V.ディアチェンコ、J.パオリーニ、F.アバンダらを3連勝で下し本戦入り。本戦では1回戦(R128)でダヤナ・ヤストレムスカを2-0で下し、GS初勝利。2回戦で第12シードのガルビネ・ムグルサを2-1で下す金星を挙げ勝利。3回戦で第8シードのアシュリー・バーティに0-2で敗れた。
2019年の全豪オープンの予選でも、A.ロディオノワ、L.サムソーノワ、J.ローブらを3連勝で下し本戦入り。本戦1回戦で第7シードのカロリナ・プリスコバと対戦し、0-2で敗れた。同年2月に行われたカタール・オープンで予選を勝ち抜き本戦入りし、1回戦でサマンサ・ストーサーに2-0で勝利してWTAツアーで初勝利。2回戦の謝淑薇も2-0で下し、3回戦のエリナ・スビトリナに0-2で敗れた。4月のプラハ・オープンでWTAツアーで初めて決勝まで勝ち進み、ジル・タイヒマンに1-2で敗れ準優勝した。この大会で、ムホバはWTAシングルスランクでトップ100入りを果たした。全仏オープンでは、1回戦で第17シードのアネット・コンタベイトを2-1で下し勝利、2回戦でイリーナ＝カメリア・ベグに1-2で敗れた。ウィンブルドン選手権では1回戦のアレクサンドラ・クルニッチ、2回戦のマディソン・ブレングル、3回戦で第20シードのコンタベイトらを全て2-0で破り勝利。4回戦で第8シードのスビトリナにファイナルセットを13-11で取り、セットカウント2-1で勝利した。
2019年9月の韓国オープン決勝でマグダ・リネッテを 6-1, 6–1 で破りWTAツアー初優勝を果たした。10月のクレムリン・カップとWTAエリート・トロフィーでベスト4に進出。2019年最終ランキングは21位。
2021年2月に行われた全豪オープンでは第25シードで出場。3回戦で第6シードのカロリナ・プリスコバを7-5,7-5で破ると、準々決勝では地元オーストラリアの選手で世界1位、第1シードのアシュリー・バーティを1-6,6-3,6-2で破る金星を挙げ、自身初のグランドスラム準決勝進出を果たした。準決勝では第22シードのジェニファー・ブレイディに4-6,6-3,4-6で敗れ、初のグランドスラム決勝進出はならなかった。

## WTAツアー決勝進出結果

### シングルス: 6回 (1勝5敗)
| 大会グレード                  |
| ----------------------------- |
| グランドスラム (0–1)          |
| WTAファイナルズ (0–0)         |
| WTA1000トーナメント (0–2)     |
| WTAエリート・トロフィー (0–0) |
| WTA500トーナメント (0–0)      |
| WTA250トーナメント (1–2)      |

| 結果   | No. | 決勝日        | 大会         | サーフェス | 対戦相手             | スコア             |
| ------ | --- | ------------- | ------------ | ---------- | -------------------- | ------------------ |
| 準優勝 | 1.  | 2019年5月4日  | プラハ       | クレー     | ジル・タイヒマン     | 6-7(5-7), 6-3, 4-6 |
| 優勝   | 1.  | 2019年9月22日 | ソウル       | ハード     | マグダ・リネッテ     | 6-1, 6–1           |
| 準優勝 | 2.  | 2023年6月10日 | 全仏オープン | クレー     | イガ・シフィオンテク | 2-6, 7-5, 4-6      |
| 準優勝 | 3.  | 2023年8月20日 | シンシナティ | ハード     | コリ・ガウフ         | 3-6, 4-6           |
| 準優勝 | 4.  | 2024年7月21日 | パレルモ     | クレー     | 鄭欽文               | 4-6, 6-4, 2-6      |
| 準優勝 | 5.  | 2024年10月6日 | 北京         | ハード     | コリ・ガウフ         | 1-6, 3-6           |

## ITF女子サーキット決勝進出結果

### シングルス: 10回 (2勝8敗)
| 大会グレート  |
| ------------- |
| 賞金10万ドル  |
| 賞金8万ドル   |
| 賞金6万ドル   |
| 賞金2.5万ドル |
| 賞金1万ドル   |

| 結果   | No. | 決勝日    | 大会                           | 賞金     | サーフェス        | 対戦相手                       | スコア        |
| ------ | --- | --------- | ------------------------------ | -------- | ----------------- | ------------------------------ | ------------- |
| 優勝   | 1   | 2014年8月 | ミハロフツェ                   | 10,000   | クレー            | ヤナ・ヤブロノフスカ           | 6–3, 6–1      |
| 準優勝 | 1   | 2016年2月 | トルナヴァ                     | 10,000   | ハード            | エカテリーナ・アレクサンドロワ | 1–6, 3–6      |
| 準優勝 | 2   | 2016年3月 | シャルム・エル・シェイク 6     | 10,000   | ハード            | アンナ・モルギナ               | 6–1, 0–6, 3–6 |
| 優勝   | 2   | 2016年3月 | シャルム・エル・シェイク 8     | 10,000   | ハード            | アナスタシヤ・コマルジナ       | 6–0, 6–2      |
| 準優勝 | 3   | 2016年5月 | ホードメゼーヴァーシャールヘイ | 25,000   | クレー            | タマラ・ジダンシェク           | 6–4, 2–6, 4–6 |
| 準優勝 | 4   | 2016年6月 | エッセン                       | 50,000   | クレー            | サラ・ソリベス・トルモ         | 6–7(5–7), 4–6 |
| 準優勝 | 5   | 2017年7月 | プラハ                         | 80,000   | クレー            | マルケタ・ボンドロウソバ       | 5–7, 1–6      |
| 準優勝 | 6   | 2018年2月 | アルテンキルヒェン             | 25,000   | カーペット (室内) | ハリエット・ダート             | 6–7(5–7), 2–6 |
| 準優勝 | 7   | 2018年3月 | クロワシー＝ボブール           | 60,000   | ハード            | アンナ・ブリンコワ             | w/o           |
| 準優勝 | 8   | 2018年7月 | オロモウツ                     | 80,000+H | クレー            | フィオナ・フェロ               | 4–6, 4–6      |

## 4大大会シングルス成績
略語の説明
| W | F | SF | QF | #R | RR | Q# | LQ | A | Z# | PO | G | S | B | NMS | P | NH |

W=優勝, F=準優勝, SF=ベスト4, QF=ベスト8, #R=#回戦敗退, RR=ラウンドロビン敗退, Q#=予選#回戦敗退, LQ=予選敗退, A=大会不参加, Z#=デビスカップ/BJKカップ地域ゾーン, PO=デビスカップ/BJKカッププレーオフ, G=オリンピック金メダル, S=オリンピック銀メダル, B=オリンピック銅メダル, NMS=マスターズシリーズから降格, P=開催延期, NH=開催なし.
| 大会           | 2016 | 2017 | 2018 | 2019 | 2020 | 2021 | 2022 | 2023 | 2024 | 2025 | 通算成績 |
| -------------- | ---- | ---- | ---- | ---- | ---- | ---- | ---- | ---- | ---- | ---- | -------- |
| 全豪オープン   | A    | A    | A    | 1R   | 2R   | SF   | A    | 2R   | A    | 2R   | 8–5      |
| 全仏オープン   | A    | A    | LQ   | 2R   | 1R   | 3R   | 3R   | F    | A    | 1R   | 11–6     |
| ウィンブルドン | A    | A    | LQ   | QF   | NH   | QF   | 1R   | 1R   | 1R   | 1R   | 8–6      |
| 全米オープン   | LQ   | A    | 3R   | 3R   | 4R   | 1R   | 1R   | SF   | SF   |      | 17–7     |